# Omonville-la-Folliot
Pour les articles homonymes, voir Omonville (homonymie).
Omonville-la-Folliot est une ancienne commune française du département de la Manche.

## Toponymie
Le nom de la localité est attesté sous la forme Osmontvilla.

## Histoire

### Temps modernes
Dans la première moitié du XVIe siècle, Omonville a pour seigneur Pierre IV de La Rocque, chevalier, également seigneur de Saussey, de Flottemanville, du Breuil à Anneville-en-Saire, de Crasville, d'Urville, de Rouville à Orglandes, de Baudreville, de Thury à Lieusaint, de la Haulle.
Le 28 janvier 1564, Adam Jouan, alors seigneur d'Omonville, fait l'acquisition du fief de Saint-Jean-de-la-Rivière des abbés de Saint-Père-de-Chartres,. En 1567, Adam Jouan, sieur d'Omontville et Vauville, est taxé pour ces deux fiefs de 18 livres dans le rôle des nobles et roturiers, au titre du ban et de l'arrière ban de la vicomté de Coutances, réalisé par Gilles Dancel, seigneur d'Audouville, lieutenant général du bailli de Cotentin, tenu à Coutances les 20-22 octobre. Le fief d'Omontville à Omonville-la-Folliot qui valait un huitième de fief de haubert était tenu du fief de La Bonneville par 26 acres, celui de Vauville  également à Omonville-la-Folliot, valait un cinquième de fief de haubert et relevait du fief de Vauville à Vauville.

### Époque contemporaine
En 1812, Denneville (332 habitants en 1806) absorbe Omonville-la-Folliot (260 habitants).

## Liste des maires
| Période                                                                                            | Période | Identité          | Étiquette | Qualité |
| -------------------------------------------------------------------------------------------------- | ------- | ----------------- | --------- | ------- |
| 1794                                                                                               |         | Bon Siméon Duval  |           |         |
| 1796                                                                                               | 1798    | Nicolas Picquot   |           |         |
| 1798                                                                                               | 1800    | Charles Le Garand |           |         |
| 1800                                                                                               | 1808    | Bon Siméon Duval  |           |         |
| 1808                                                                                               | 1812    | Jean Piquot       |           |         |
| Une partie des données est issue d'une liste établie par Jean Plouëssel, C. Pasquier et M-J Haize. |         |                   |           |         |

## Démographie
| 1793 | 1800 | 1806 |
| ---- | ---- | ---- |
| 229  | 242  | 260  |

## Lieux et monuments
- Vestiges de l'église Notre-Dame.
- Château d'Omonville des XVIe et XVIIe siècles[9] : logis flanqué de tours d'angles circulaires, douves, boiseries Louis XV.